# Daniela Ryf
Daniela Ryf (Soleura, 29 de mayo de 1987) es una deportista suiza que compitió en triatlón.
Ganó dos medallas de oro en el Campeonato Mundial de Triatlón por Relevos Mixtos, en los años 2009 y 2010, y una medalla de plata en el Campeonato de Oceanía de Triatlón de 2009. Además, obtuvo una medalla de bronce en el Campeonato Mundial de Triatlón de Velocidad de 2010.
En Ironman logró seis medallas en el Campeonato Mundial de Ironman entre los años 2014 y 2021, y dos medallas de oro en el Campeonato Europeo de Ironman, en los años 2015 y 2018. En Ironman 70.3 consiguió cinco medallas de oro en el Campeonato Mundial entre los años 2014 y 2019, y dos medallas de oro en el Campeonato Europeo, en los años 2013 y 2014.
Participó en dos Juegos Olímpicos de Verano, ocupando el séptimo lugar en Pekín 2008 y el cuatrigésimo en Londres 2012.

## Palmarés internacional
| Campeonato Mundial por Relevos Mixtos | Campeonato Mundial por Relevos Mixtos | Campeonato Mundial por Relevos Mixtos | Campeonato Mundial por Relevos Mixtos |
| Año                                   | Lugar                                 | Medalla                               | Prueba                                |
| ------------------------------------- | ------------------------------------- | ------------------------------------- | ------------------------------------- |
| 2009                                  | West Des Moines (Estados Unidos)      | Medalla de oro                        | Relevo mixto                          |
| 2010                                  | Lausana (Suiza)                       | Medalla de oro                        | Relevo mixto                          |
| Campeonato de Oceanía                 |                                       |                                       |                                       |
| Año                                   | Lugar                                 | Medalla                               | Prueba                                |
| 2009                                  | Gold Coast (Australia)                | Medalla de plata                      | Individual                            |

| Campeonato Mundial | Campeonato Mundial | Campeonato Mundial | Campeonato Mundial |
| Año                | Lugar              | Medalla            | Prueba             |
| ------------------ | ------------------ | ------------------ | ------------------ |
| 2010               | Lausana (Suiza)    | Medalla de bronce  | Individual         |

| Campeonato Mundial | Campeonato Mundial          | Campeonato Mundial | Campeonato Mundial |
| Año                | Lugar                       | Medalla            | Prueba             |
| ------------------ | --------------------------- | ------------------ | ------------------ |
| 2014               | Hawái (Estados Unidos)      | Medalla de plata   | Individual         |
| 2015               | Hawái (Estados Unidos)      | Medalla de oro     | Individual         |
| 2016               | Hawái (Estados Unidos)      | Medalla de oro     | Individual         |
| 2017               | Hawái (Estados Unidos)      | Medalla de oro     | Individual         |
| 2018               | Hawái (Estados Unidos)      | Medalla de oro     | Individual         |
| 2021               | St. George (Estados Unidos) | Medalla de oro     | Individual         |
| Campeonato Europeo |                             |                    |                    |
| Año                | Lugar                       | Medalla            | Prueba             |
| 2015               | Fráncfort (Alemania)        | Medalla de oro     | Individual         |
| 2018               | Fráncfort (Alemania)        | Medalla de oro     | Individual         |

| Campeonato Mundial | Campeonato Mundial             | Campeonato Mundial | Campeonato Mundial |
| Año                | Lugar                          | Medalla            | Prueba             |
| ------------------ | ------------------------------ | ------------------ | ------------------ |
| 2014               | Mont-Tremblant (Canadá)        | Medalla de oro     | Individual         |
| 2015               | Zell am See (Austria)          | Medalla de oro     | Individual         |
| 2017               | Chattanooga (Estados Unidos)   | Medalla de oro     | Individual         |
| 2018               | Nelson Mandela Bay (Sudáfrica) | Medalla de oro     | Individual         |
| 2019               | Niza (Francia)                 | Medalla de oro     | Individual         |
| Campeonato Europeo |                                |                    |                    |
| Año                | Lugar                          | Medalla            | Prueba             |
| 2013               | Wiesbaden (Alemania)           | Medalla de oro     | Individual         |
| 2014               | Wiesbaden (Alemania)           | Medalla de oro     | Individual         |